# Cachou (ours)
Pour les articles homonymes, voir Cachou (homonymie).
Le texte peut changer fréquemment, n’est peut-être pas à jour et peut manquer de recul. 
Le titre et la description de l'acte concerné reposent sur la qualification juridique retenue lors de la rédaction de l'article et peuvent évoluer en même temps que celle-ci.
Cachou (2015-2020) est un ours des Pyrénées, fils de Balou et Plume.

## Naissance et contexte
Cachou nait en 2015 dans les Pyrénées à une époque où l'Ours brun est en risque de disparition dans ce massif montagneux frontalier situé entre France et Espagne. Afin de lutter contre la chute des effectifs de cette espèce, les autorités introduisent des individus venus des forêts de Slovénie. Cette politique de préservation de l'espèce fait débat, avec des oppositions parfois vives, les ours étant accusés de mettre en difficulté l'élevage par leurs attaques sur les troupeaux.
Cachou est le seul fils et seul descendant de Plume, née en 2010, et de Balou, un ours slovène relâché dans les Pyrénées en 2006 et mort en juin 2014.
Depuis plusieurs années, les effectifs des ours, en particulier des mâles, sont très faibles. Pyros est le père de la plupart des oursons nés à cette époque dans les Pyrénées centrales, dont Plume, la mère de Cachou, et Caramelles, mère de Plume. 

### Arbre généalogique
L'arbre suivant montre les ancêtres connus de Cachou. À gauche d'un ours se trouve son père, à droite sa mère. On peut constater que Pyros est au moins deux fois ancêtre de Cachou. Pyros a fécondé Mellba en Slovénie en 1995, ces deux ours ont ensuite été transférés dans les Pyrénées.
|  |  |  |  |            |            |            |            |            |            |       |       |       |       |       |       |            |            |            |            |            |            | Cachou     |            |            |            |       |       |            |            |            |            |            |            |       |       |       |       |       |       |       |       |            |            |            |            |            |            |            |            |        |        |            |            |            |            |            |            |  |  |  |  |  |  |  |  |  |  |  |  |  |  |  |  |  |  |  |  |  |  |  |  |  |  |
|  |  |  |  |            |            |            |            |            |            |       |       |       |       |       |       |            |            |            |            |            |            |            |            |            |            |       |       |            |            |            |            |            |            |       |       |       |       |       |       |       |       |            |            |            |            |            |            |            |            |        |        |            |            |            |            |            |            |  |  |  |  |  |  |  |  |  |  |  |  |  |  |  |  |  |  |  |  |  |  |  |  |  |  |
|  |  |  |  |            |            |            |            |            |            |       |       |       |       |       |       |            |            |            |            |            |            |            |            |            |            |       |       |            |            |            |            |            |            |       |       |       |       |       |       |       |       |            |            |            |            |            |            |            |            |        |        |            |            |            |            |            |            |  |  |  |  |  |  |  |  |  |  |  |  |  |  |  |  |  |  |  |  |  |  |  |  |  |  |
|  |  |  |  |            |            |            |            |            |            | Balou | Balou | Balou | Balou | Balou | Balou |            |            |            |            |            |            |            |            |            |            |       |       |            |            |            |            | Plume      | Plume      | Plume | Plume | Plume | Plume |       |       |       |       |            |            |            |            |            |            |            |            |        |        |            |            |            |            |            |            |  |  |  |  |  |  |  |  |  |  |  |  |  |  |  |  |  |  |  |  |  |  |  |  |  |  |
|  |  |  |  |            |            |            |            |            |            | Balou | Balou | Balou | Balou | Balou | Balou |            |            |            |            |            |            |            |            |            |            |       |       |            |            |            |            | Plume      | Plume      | Plume | Plume | Plume | Plume |       |       |       |       |            |            |            |            |            |            |            |            |        |        |            |            |            |            |            |            |  |  |  |  |  |  |  |  |  |  |  |  |  |  |  |  |  |  |  |  |  |  |  |  |  |  |
|  |  |  |  |            |            |            |            |            |            |       |       |       |       |       |       |            |            |            |            |            |            |            |            |            |            |       |       |            |            |            |            |            |            |       |       |       |       |       |       |       |       |            |            |            |            |            |            |            |            |        |        |            |            |            |            |            |            |  |  |  |  |  |  |  |  |  |  |  |  |  |  |  |  |  |  |  |  |  |  |  |  |  |  |
|  |  |  |  | (Slovénie) | (Slovénie) | (Slovénie) | (Slovénie) | (Slovénie) | (Slovénie) |       |       |       |       |       |       | (Slovénie) | (Slovénie) | (Slovénie) | (Slovénie) | (Slovénie) | (Slovénie) |            |            | Pyros      | Pyros      | Pyros | Pyros | Pyros      | Pyros      |            |            |            |            |       |       |       |       |       |       |       |       | Caramelles | Caramelles | Caramelles | Caramelles | Caramelles | Caramelles |            |            |        |        |            |            |            |            |            |            |  |  |  |  |  |  |  |  |  |  |  |  |  |  |  |  |  |  |  |  |  |  |  |  |  |  |
|  |  |  |  | (Slovénie) | (Slovénie) | (Slovénie) | (Slovénie) | (Slovénie) | (Slovénie) |       |       |       |       |       |       | (Slovénie) | (Slovénie) | (Slovénie) | (Slovénie) | (Slovénie) | (Slovénie) |            |            | Pyros      | Pyros      | Pyros | Pyros | Pyros      | Pyros      |            |            |            |            |       |       |       |       |       |       |       |       | Caramelles | Caramelles | Caramelles | Caramelles | Caramelles | Caramelles |            |            |        |        |            |            |            |            |            |            |  |  |  |  |  |  |  |  |  |  |  |  |  |  |  |  |  |  |  |  |  |  |  |  |  |  |
|  |  |  |  |            |            |            |            |            |            |       |       |       |       |       |       |            |            |            |            |            |            |            |            |            |            |       |       |            |            |            |            |            |            |       |       |       |       |       |       |       |       |            |            |            |            |            |            |            |            |        |        |            |            |            |            |            |            |  |  |  |  |  |  |  |  |  |  |  |  |  |  |  |  |  |  |  |  |  |  |  |  |  |  |
|  |  |  |  |            |            |            |            |            |            |       |       |       |       |       |       |            |            |            |            | (Slovénie) | (Slovénie) | (Slovénie) | (Slovénie) | (Slovénie) | (Slovénie) |       |       | (Slovénie) | (Slovénie) | (Slovénie) | (Slovénie) | (Slovénie) | (Slovénie) |       |       | Pyros | Pyros | Pyros | Pyros | Pyros | Pyros |            |            |            |            |            |            | Mellba     | Mellba     | Mellba | Mellba | Mellba     | Mellba     |            |            |            |            |  |  |  |  |  |  |  |  |  |  |  |  |  |  |  |  |  |  |  |  |  |  |  |  |  |  |
|  |  |  |  |            |            |            |            |            |            |       |       |       |       |       |       |            |            |            |            | (Slovénie) | (Slovénie) | (Slovénie) | (Slovénie) | (Slovénie) | (Slovénie) |       |       | (Slovénie) | (Slovénie) | (Slovénie) | (Slovénie) | (Slovénie) | (Slovénie) |       |       | Pyros | Pyros | Pyros | Pyros | Pyros | Pyros |            |            |            |            |            |            | Mellba     | Mellba     | Mellba | Mellba | Mellba     | Mellba     |            |            |            |            |  |  |  |  |  |  |  |  |  |  |  |  |  |  |  |  |  |  |  |  |  |  |  |  |  |  |
|  |  |  |  |            |            |            |            |            |            |       |       |       |       |       |       |            |            |            |            |            |            |            |            |            |            |       |       |            |            |            |            |            |            |       |       |       |       |       |       |       |       |            |            |            |            |            |            |            |            |        |        |            |            |            |            |            |            |  |  |  |  |  |  |  |  |  |  |  |  |  |  |  |  |  |  |  |  |  |  |  |  |  |  |
|  |  |  |  |            |            |            |            |            |            |       |       |       |       |       |       |            |            |            |            |            |            |            |            |            |            |       |       |            |            |            |            |            |            |       |       |       |       |       |       |       |       |            |            | (Slovénie) | (Slovénie) | (Slovénie) | (Slovénie) | (Slovénie) | (Slovénie) |        |        | (Slovénie) | (Slovénie) | (Slovénie) | (Slovénie) | (Slovénie) | (Slovénie) |  |  |  |  |  |  |  |  |  |  |  |  |  |  |  |  |  |  |  |  |  |  |  |  |  |  |

## Biographie
Cachou est repéré plusieurs fois avec sa mère en 2015, notamment trois fois à Bonac-Irazein (Ariège) et sur le versant espagnol. Des poils lui appartenant sont trouvés en 2016 à Seix (Ariège). Cette trace date d'autour du 8 juin. C'est la première fois qu'il est seul.
En 2016, un sondage est lancé pour nommer les six oursons pyrénéens nés en 2014 et 2015. Environ 10 500 personnes votent sur des noms proposés par des enfants de la région. Les trois femelles sont appelées Réglisse, Bulle et Edelweis, les trois mâles Cachou, Flocon et Michka.
Cachou n'est pas observé en 2017 par le programme d'observation des ours. En 2018, quatre prélèvements génétiques (dont des poils) et une photo automatique permettent de repérer Cachou dans le Val d'Aran et sur la commune de Fos (Haute-Garonne).
Capturé en mai 2019, Cachou se voit équipé d'un collier émetteur GPS permettant un meilleur suivi de ses activités. Cet équipement permet de montrer qu'il s'attaque, durant l'été de la même année, à plusieurs ruches, tue plusieurs chèvres et — fait beaucoup plus rare — une jeune pouliche âgée d'environ 4 mois, le 8 septembre, à Vielha e Mijaran, toujours dans le val d'Aran. Cela conduit les autorités locales à autoriser des mesures d'effarouchement à son encontre.

## Mort et enquête
Début avril 2020, l'émetteur GPS de Cachou, situé dans les montagnes de Les (Val d'Aran) ne montre plus de signe de mouvement. L'ours est retrouvé mort à cet endroit, dans la forêt de Soberpèra, le 9 avril 2020. L'espèce étant protégée, une enquête est diligentée. Le juge fait procéder à une autopsie. Dans la semaine qui suit la découverte du cadavre de Cachou, le Conseil général du Val d'Aran communique sur des traces de blessures à la tête qui n'aurait pu être causées que par un autre ours, Cachou serait mort des suites d'une bagarre suivie d'une chute d'une quarantaine de mètres. Cela contredit cependant les premières constatations effectuées le jour de la découverte de son cadavre, où aucune trace de blessure n'est relevée. Les autorités annoncent également poursuivre l'enquête avec des analyses toxicologiques plus poussées.
Le procureur chargé de l'enquête s'appuie sur le secret de l'instruction pour ne communiquer que très peu d'informations, tant l'affaire est sensible dans la région, entre partisans et opposants de la présence des ours dans les Pyrénées. En novembre 2020, un agent du Conseil général d'Aran chargé de la surveillance et la protection des ours, est interpellé et interrogé. À cette date, les résultats de l'autopsie ne sont pas publiés.
Une analyse d'urine montre que Cachou a ingéré un liquide semblable à de l'antigel pour moteur quinze jours avant sa mort et que celle-ci a été causée par cet empoisonnement. Deux hommes sont soupçonnés : un conseiller général, responsable de la réintroduction de l'Ours dans les Pyrénées et un agent, garde-chasse. Selon l'enquête, ils ont empoisonné Cachou avec de l'éthylène glycol.
Les deux hommes ont été démasqués grâce notamment à des écoutes téléphoniques. Celles-ci ont incidemment permis de démanteler un réseau local de trafic de cocaïne. Des allusions à des achats de drogue interceptés par les enquêteurs les ont amenés à ouvrir une nouvelle enquête. Celle-ci les a conduits à saisir deux kilogrammes de drogue, découvrir un laboratoire de conditionnement de cocaïne et arrêter douze personnes, dont un maire, début 2021.
En octobre 2022, les deux suspects principaux sont inculpés dans le val d'Aran par la police locale. Ils sont poursuivis pour « crimes contre l'environnement ». En octobre 2024, le Parquet de Catalogne (ca) requiert plus de deux ans de prison pour les deux accusés. Aucune date n'a été fixée pour le procès.